# 奧爾德日赫

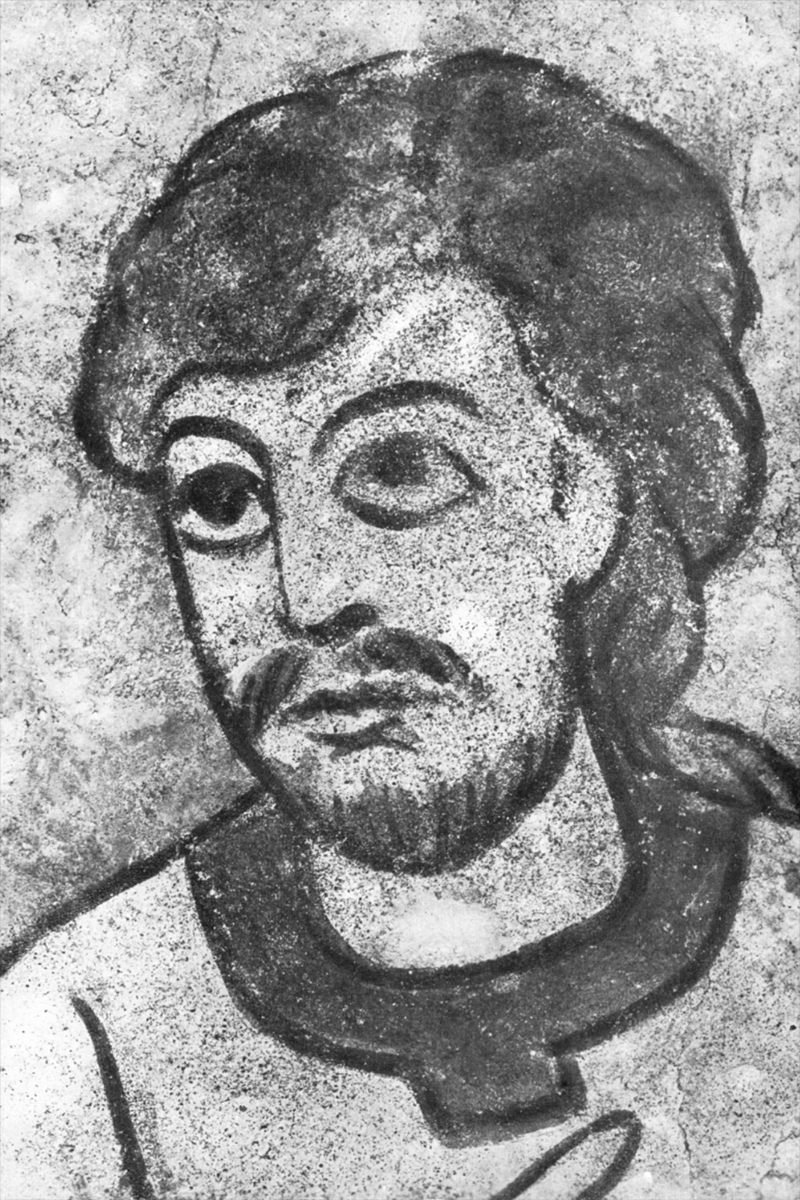
奧爾德日赫

奧爾德日赫（約975年—1034年11月11日）。普熱米斯爾王朝的波希米亞公爵（1012年-1033年及1034年在位）。波希米亞公爵波列斯拉夫二世的兒子、波列斯拉夫三世及亞羅米爾的弟弟。

## 統治期間
1002年，由弗爾紹夫齊顯貴所組織的一次起義迫使兄長波希米亞公爵波列斯拉夫三世逃亡至神聖羅馬帝國，受奧地利藩侯亨利一世所接待。這時波列斯拉夫三世的親屬弗拉迪沃伊登上波希米亞寶座，可惜弗拉迪沃伊是一名酒鬼，一年後便逝世。波希米亞的貴族邀請波列斯拉夫二世的兒子亞羅米爾及奧爾德日赫從外放中回來即位。他們兩人後來各自繼承波希米亞的寶座。
1003年，波列斯拉夫三世由波蘭國王（勇敢的）波列斯瓦夫一世支持下重新掌權，亞羅米爾及奧爾德日赫立即逃亡至神聖羅馬帝國，並由神聖羅馬帝國皇帝亨利二世所保護。不久，波列斯拉夫三世被波蘭國王波列斯瓦夫一世於1003年廢黜，並親自繼承波希米亞公爵之位，成位波希米亞公爵波列斯拉夫四世。亞羅米爾以答應將波希米亞成為神聖羅馬帝國藩屬誘使亨利二世支持。
1004年，亞羅米爾由神聖羅馬帝國皇帝亨利二世支持下進入布拉格，由亨利二世擁立成為波希米亞公爵。1012年，奧爾德日赫奪取統治者寶座，並將亞羅米爾弄盲及放逐。
奧爾德日赫和他的兒子布熱季斯拉夫試圖從波蘭人手上取回摩拉維亞並在1029年布熱季斯拉夫將波蘭人趕出東部地區。 由於皇帝康拉德二世的嫉妒，布熱季斯拉夫在今天斯洛伐克與匈牙利地區上的努力最終於1030年失敗。翌年，波希米亞軍隊拒絕為皇帝出陣。
1033年，奧爾德日赫因缺席了在梅澤堡舉行的議會，令康拉德二世震怒。由於康拉德二世正在忙於收服勃艮第地區的新采邑，便派出他的兒子巴伐利亞公爵亨利四世（即後來的皇帝亨利三世）教訓不聽命令的波希米亞。奧爾德日赫被廢黜及送到巴伐利亞，擁立其兄亞羅米爾復位。一年後，奧爾德日赫由兒子的幫助下再次登上寶座。亞羅米爾被拘捕、弄盲及囚禁於拉貝河畔利薩，並將他的兒子放遂至摩拉維亞。1034年11月11日，奧爾德日赫暴斃，後來顯示他的頭臚受了致命一擊。亞羅米爾宣佈放棄爵位，由布熱季斯拉夫一世繼承。
| 奧爾德日赫 普熱米斯爾王朝出生于：約975年逝世於：1034年11月11日 | 奧爾德日赫 普熱米斯爾王朝出生于：約975年逝世於：1034年11月11日 | 奧爾德日赫 普熱米斯爾王朝出生于：約975年逝世於：1034年11月11日 |
| 統治者頭銜                                                     | 統治者頭銜                                                     | 統治者頭銜                                                     |
| -------------------------------------------------------------- | -------------------------------------------------------------- | -------------------------------------------------------------- |
| 前任者： 亞羅米爾                                              | 波希米亞公爵 1012年–1033年                                     | 繼任者： 亞羅米爾                                              |
| 前任者： 亞羅米爾                                              | 波希米亞公爵 1034年                                            | 繼任者： 布熱季斯拉夫一世                                      |